# 第一代諾森伯蘭公爵約翰·達德利
第一代諾森伯蘭公爵約翰·達德利 KG（John Dudley, 1st Duke of Northumberland，1504年—1553年8月22日）是16世紀的一位英格蘭貴族、政客。他在1537年至1547年間擔任海軍大臣，1550年取代第一代薩默塞特公爵愛德華·西摩成為英格蘭（愛德華六世治下）的護國公。1553年間愛德華六世逝世後，他在與英格蘭女王瑪麗一世的權力鬥爭中落敗，因而被殺。

## 外部連接
- . . University of Cambridge.
- The Archaeology of Dudley Castle VIII. Succession of John Dudley and his building the Renaissance Range
- Duke of Northumberland at The Internet Movie Database （页面存档备份，存于）